# Svømning under sommer-OL 2016 – 4x100 m fri (herrer)
4x100 m fri for herrer under sommer-OL 2016 vil finde sted den 7. august 2016. 

## Medaljefordeling
| Medaljetagere | Medaljetagere | Medaljetagere | Medaljetagere |
| ------------- | ------------- | ------------- | ------------- |
| Guld          | Sølv          | Bronze        |               |
| USA           | Frankrig      | Australien    |               |

## Turneringsformat
Konkurrencen afvikles med indledende heats og finale. Efter de indledende heats går de otte bedste tider videre til finalen, hvor medaljerne bliver fordelt. 

## Tidsplan
Nedenstående tabel viser tidsplanen for afvikling af konkurrencen:
| Dato      | Tid   | Runde  |
| --------- | ----- | ------ |
| 7. august | 15:06 | Heats  |
| 7. august | 23:42 | Finale |